# 우스터 (스위스)
우스터(독일어: Uster)는 스위스 취리히주에 있는 우스터구의 도시이자 수도이다.
취리히주에서 세 번째로 큰 도시로 약 35,000명의 주민이 거주하고 있으며 스위스에서 20개 가장 큰 도시 중 하나이다. 우스터는 그라이펜제라는 호수 옆에 있다.
우스터의 공식 언어는 (스위스 표준의 변종) 독일어이지만, 주요 구어 언어는 알레만계 스위스 독일어 방언의 현지 변종이다.
우스터 타운은 2001년에 바커상을 받았다.

## 역사
리디콘 마을은 741년에 처음 언급되었으며, 우스터는 775년에 Ustra villa 로 처음 언급되었다. 뵈시(1978)는 지명이 고대 독일어 *ustrâ 또는 *uster-aha" 탐욕스러운 [강]"을 반영하는 것이라고 설명했다. 1099년 성 베드로 대성당의 기부가 처음 언급되었다. 안드레아스 교회는 라퍼스빌 가문에 의해 넓은 세 개의 신도석이 있는 시골 교회로 주어졌다. 브루크 우스터성은 1267년 폰 본슈테텐 남작이 소유한 성으로 처음 언급되었다. 1300년 1월 7일, 엘리자베트 폰 라퍼스빌은 그라이펜제성, 마을, 호수, 그리고 우스터의 목가적 권리(키르히레흐트)를 그라이펜제를 기사 헤르만 2세 폰 란덴베르크에게 팔았다. 1438년에 교회 권리(키르히레흐트)가 뤼티 수도원에 매각되었다. 이 교회는 이른바 라우비쇼프(Laubishof) 사유지의 일부로 여겨졌으며, 아마도 우스터 성이 위치한 인근 고원에 위치했을 것이다.
1444년 5월, 구 취리히 전쟁 동안 구스위스 연방은 약 70명의 수비군이 보유하고 있는 인근 마을 그라이펜제를 포위했다. 이 도시는 4주 후인 5월 27일에 함락되었고, 다음날 지도자 빌트한스 폰 브라이텐란덴베르크를 포함하여 생존한 수비수 64명 중 2명을 제외하고, 모두 참수당했다. 전쟁 중에도 대량 처형은 잔인하고 부당한 행위로 널리 간주되었다. 5월 29일, 그라이펜제성과 성벽이 무너졌다.
1448년 4월 25일 베링거 폰 란뎀베르크 폰 그리펜제는 그의 아들인 후크와 베링거 뎀 융엔의 허락을 받아 토지와 물품의 다른 많은 양도 중에서 그의 모든 조상이 묻힌 장소에 돈, 물품과 물품의 긴 목록이 있음을 확인했다. 토지는 교회에 수익금으로 양도되어야 한다. 1473년에 지금은 소실된 더 오래된 연감(라틴어: libri anniversariorum)에 기초한 교회 동지들이 취리히주에서 가장 잘 보존된 새 것을 만들었다. 취리히에서 종교개혁 동안 뤼티 수도원의 해산과 함께 그 권리는 1525년 취리히시 정부에 넘어갔다. 1824년에 새로운 개혁 교회가 축성되었다.
1830년 11월 22일 취리히주의 약 10,000명의 남성이 우스터 근처에 모여 새로운 헌법을 요구했다. 우스터타크로 알려진 이 집회는 스위스의 다른 집회와 함께 스위스 연방 국가의 복원과 창설로 이어졌다.

## 지리

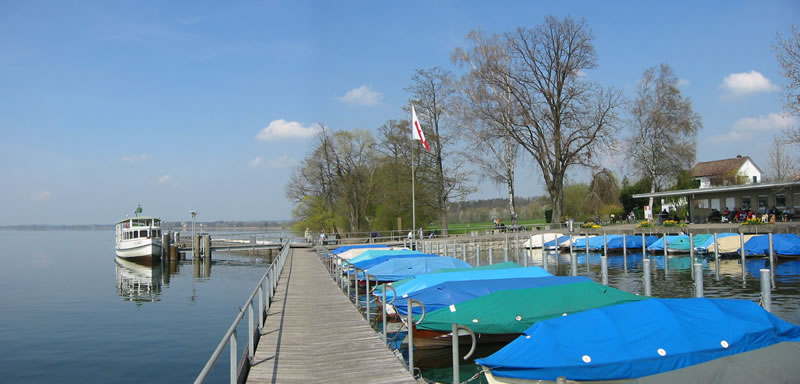
그리펜제의 니더우스터

우스터의 면적은 28.5k㎡이다. 이 면적 중 44.4%는 농업용으로 사용되며 27.1%는 산림이다. 나머지 토지 중 26.2%는 정착지(건물 또는 도로)이고 나머지(2.3%)는 불모지(강, 빙하 또는 산)이다. 1996년 주택과 건물은 전체 면적의 18.4%를 차지했고, 나머지는 교통 기반 시설(7.8%)을 차지했다. 전체 비생산 지역 중 물(시냇물과 호수)은 면적의 0.4%를 차지했다. 2007년 현재 전체 지자체 면적의 22.2%가 어떤 형태로든 건설되고 있다.

### 기후
우스터의 연간 강우량은 평균 135.4일이며 평균 강수량은 1,164mm이다. 가장 습한 달은 6월로 우스터의 평균 강수량은 137mm이다. 이달의 평균 강수량은 13.1일이다. 일년 중 가장 건조한 달은 10월이며 13.1일 동안 평균 강수량이 69mm이다.

## 인구통계

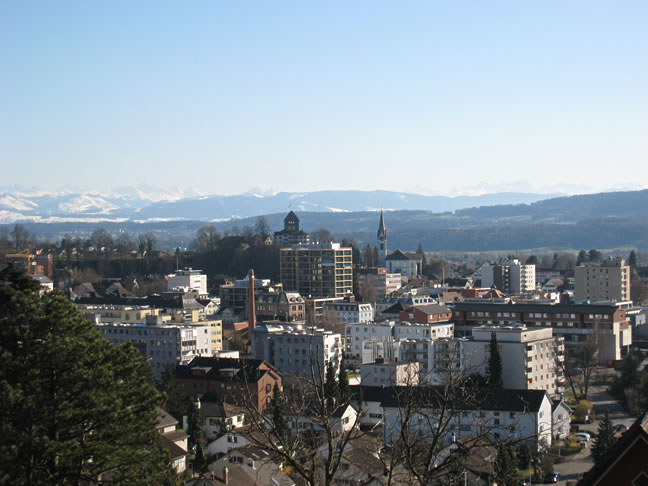
우스터성 주변의 파노라마

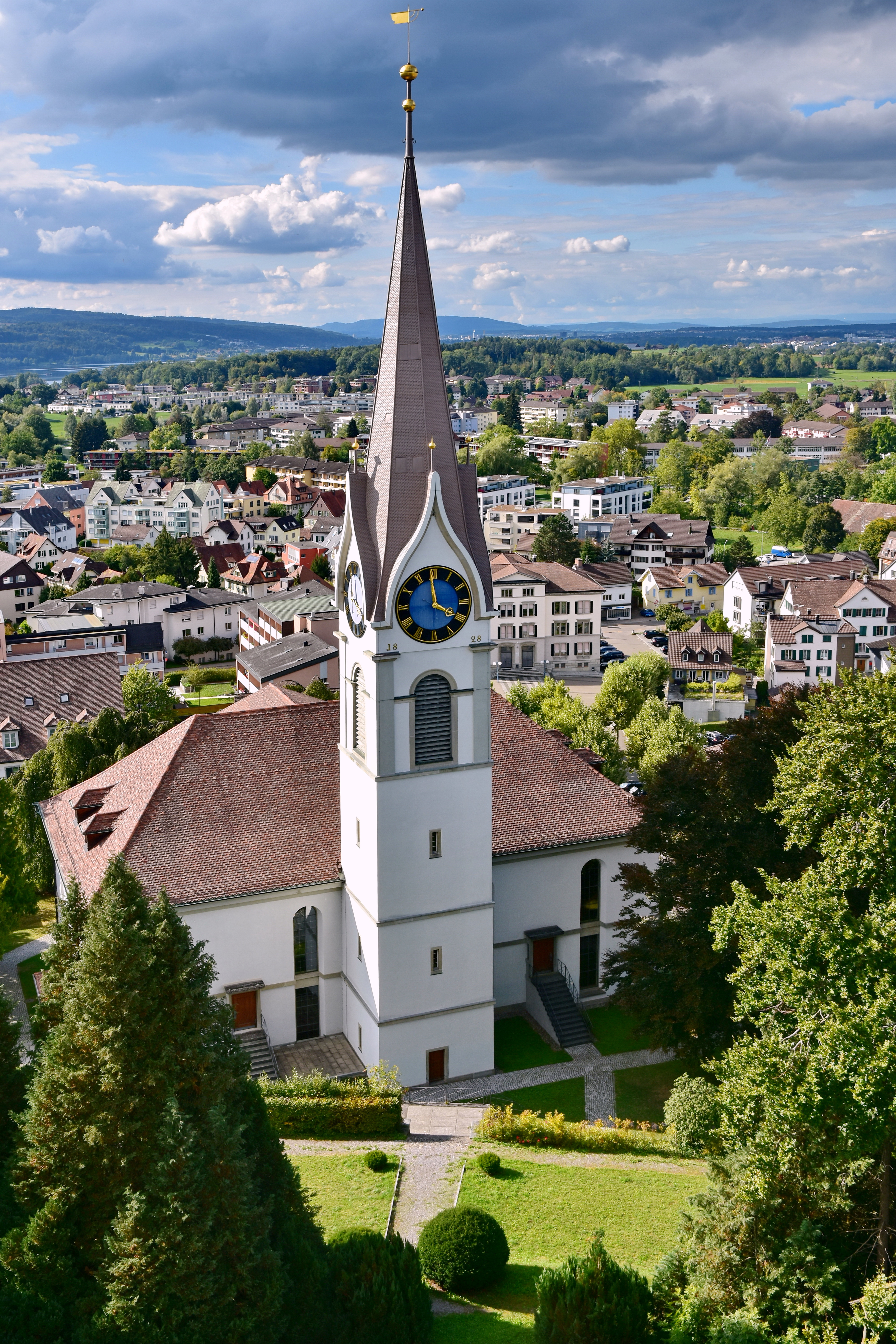
우스터성에 본 우스터 개혁 교회

우스터의 인구(2020년 12월 31일 기준)는 35,337명이다. 2007년 기준으로 인구의 21.6%가 외국인으로 구성되어 있다. 2008년 기준 인구의 성별 분포는 남성 49.6%, 여성 50.4%이다. 지난 10년 동안 인구는 14.2%의 비율로 증가했다. 2000년 기준, 인구 대부분은 독일어(85.0%)를 사용하며, 이탈리아어가 두 번째로 많이 사용(4.5%)되고, 알바니아어가 세 번째(1.7%)로 사용된다.
| 국적         | 12-31-2010 | 12-31-2015 |
| ------------ | ---------- | ---------- |
| 스위스       | 78,67 %    | 77,38 %    |
| 독일         | 4,53 %     | 5,02 %     |
| 이탈리아     | 4,06 %     | 3,92 %     |
| 포르투갈     | 1,55 %     | 1,76 %     |
| 코소보       | 0,76 %     | 1,56 %     |
| 북마케도니아 | 0,95 %     | 0,91 %     |
| 튀르키예     | 0,94 %     | 0,87 %     |
| 스페인       | 0,64 %     | 0,85 %     |
| 오스트리아   | 0,76 %     | 0,73 %     |
| 세르비아     | 1,42 %     | 0,70 %     |

2007년 선거에서 가장 인기 있는 정당은 31.3%의 득표율을 기록한 SVP였다. 다음으로 가장 인기 있는 3개 정당은 SPS (20.6%), CSP (13.3%) 및 녹색당 (12.2%)이었다.
인구의 연령 분포(2000년 기준)는 어린이와 청소년(0~19세)이 전체 인구의 22.2%, 성인(20~64세)이 65%, 노인(64세 이상)이) 12.8%를 차지한다. 우스터에서는 인구의 약 73.9%(25-64세)가 필수가 아닌 고등 교육 또는 추가 고등 교육(대학 또는 응용학문대학)을 완료했다. 우스터에는 12605 가구가 있다.
우스터의 실업률은 3.28%이다. 2005년 기준으로 1차 경제 부문에 392명이 고용되어 있으며, 이 부문에 약 92개 기업이 참여하고 있다. 3,204명이 2차 부문에 고용되어 있고, 이 부문에 238개의 기업이 있다. 9475명이 3차 부문에 고용되어 있으며, 이 부문에는 1,091개의 기업이 있다. 2007년 기준 노동인구의 51.5%가 상근직이고, 48.5%가 파트타임직이다.
2008년 현재 우스터에는 9,366명의 가톨릭 신자와 11,890명의 개신교 신자가 있다. 2000년 인구 조사에서 종교는 몇 가지 더 작은 범주로 분류되었다. 인구 조사에서 45%는 일종의 개신교였으며, 41.8%는 스위스 개혁 교회에, 3.3%는 다른 개신교 교회에 속했다. 인구의 31.7%가 가톨릭 신자였다. 나머지 인구 중 5.4%는 이슬람교도, 7.2%는 다른 종교(목록에 없음), 3.4%는 무종교, 11.7%는 무신론자 또는 불가지론자였다.

## 바커상

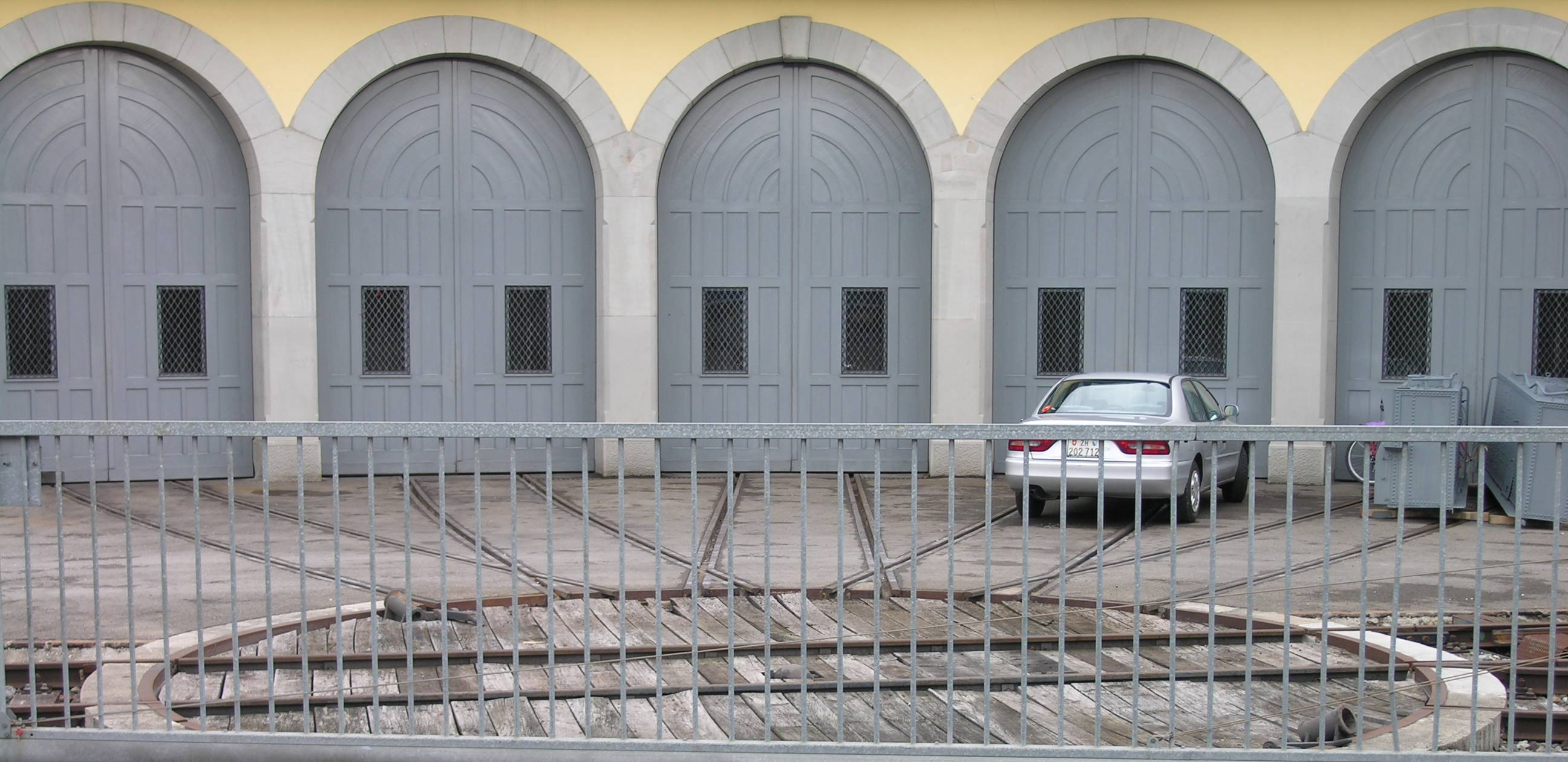
우스터역의 라운드하우스

우스터는 2001년 스위스 문화유산협회로부터 취리히 주변의 익명의 스위스 문화재단 내에서 정체성을 유지하려는 노력에 대한 공로로 바커상을 받았다. 협회는 개발된 토지가 인접 농경지와 명확하게 분리되어 있다고 언급했다. 그들은 옛 건물과 새 건물을 통합하고 조화로운 건축 양식으로 건축하려는 시의 노력을 칭찬했다.

## 교육
취리히 일본학교는 스위스의 유일한 초중학교 국제학교로 우스터에 있다.

## 교통
우스터 지자체에는 취리히 S-반 열차가 운행되는 두 개의 기차역이 있다. 우스터역은 도시 중심에 있으며, S9 , S14 , S15 , S5 노선이 운행된다. 네니콘-그라이펜제역은 인접한 그리펜제 지자체와의 경계에 있으며, S9 및 S14 노선만 운행된다. 우스터는 가장 빠른 기차로 여행할 때, 취리히 중앙역에서 14분(S5) 거리에 있다.